# 1631
Cette page concerne l'année 1631  du calendrier grégorien.
L'année 1631 est une année commune qui commence un mercredi.

## Événements
- 5 février : arrivée de Roger Williams à Nantucket. Banni du Massachusetts pour ses positions religieuses radicales, il fonde la colonie de Rhode Island en 1636[1].
- 22 mars : la Colonie de la baie du Massachusetts interdit les jeux de hasard[2].
- 5 mai : départ de Deptford de l'expédition de l'explorateur anglais Luke Fox, à la recherche du passage du Nord-Ouest, financée par Edward Sackville, 4e comte de Dorset. Le 22 juin, il passe le détroit d'Hudson et fait le tour de la baie d'Hudson. Le 24 septembre, il découvre le cap Dorset[3].
- 12 septembre : victoire espagnole sur les Provinces-Unies à la bataille des Abrolhos au Brésil[4].

- Maroc : les habitants de l’oasis du Tafilalet prennent comme chef Moulay Chérif pour se défendre contre les partisans du marabout de Dila. Il fonde la Dynastie des Filali ou alaouite (descendant de Ali, gendre de Mahomet)[5].
- Hammouda Pacha devient bey de Tunis (fin en 1666)[6].
- Saint-Martin dans les Antilles est colonisée par la Compagnie néerlandaise des Indes occidentales[7].

### Europe
- 4 janvier : Gustave II Adolphe de Suède prend Greifenhagen puis Garz (6 janvier)[8].

- 23 janvier : traité de Bärwald entre la France (Charnacé) et la Suède[9]. La France finance l’armée du roi de Suède à raison d’un million annuel de livres tournois pendant cinq ans. Gustave II Adolphe de Suède s’engage à maintenir une forte armée de 36 000 hommes en Allemagne et à ne pas signer de paix séparée avec l’empereur.

- 6 avril : paix de Cherasco, confirmée le 19 juin. Fin de la Guerre de Succession de Mantoue. Concession de Pignerol à la France et des duchés de Mantoue et de Montferrat à Charles III de Nevers qui succède aux Gonzague comme Charles Ier de Mantoue[10].
- 12 avril : manifeste de Leipzig[9].

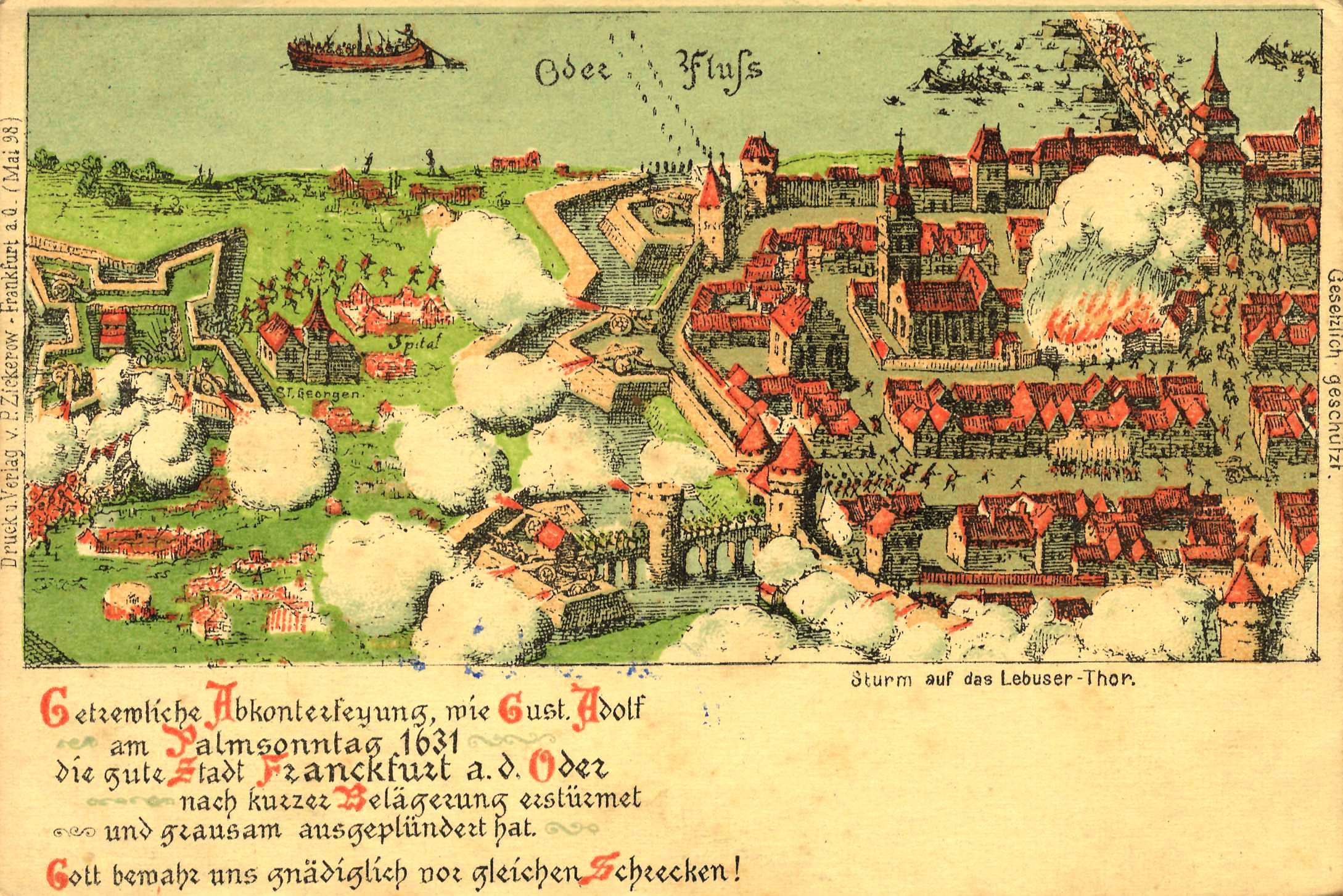
13 avril : bataille de Francfort-sur-l'Oder.

- 13 avril : Gustave-Adolphe marche sur Francfort-sur-l'Oder[9].
- 28 avril : à la mort de François Marie II della Rovere, les États pontificaux annexent le duché d'Urbin[11].

- 8 mai : traité de Munich entre la France et Maximilien Ier de Bavière. Il regroupe les princes catholiques inquiets de la montée du pouvoir impérial, sous l’influence de la diplomatie française (Père Joseph). Il est ratifié le 30 mai par la France à Fontainebleau[12].

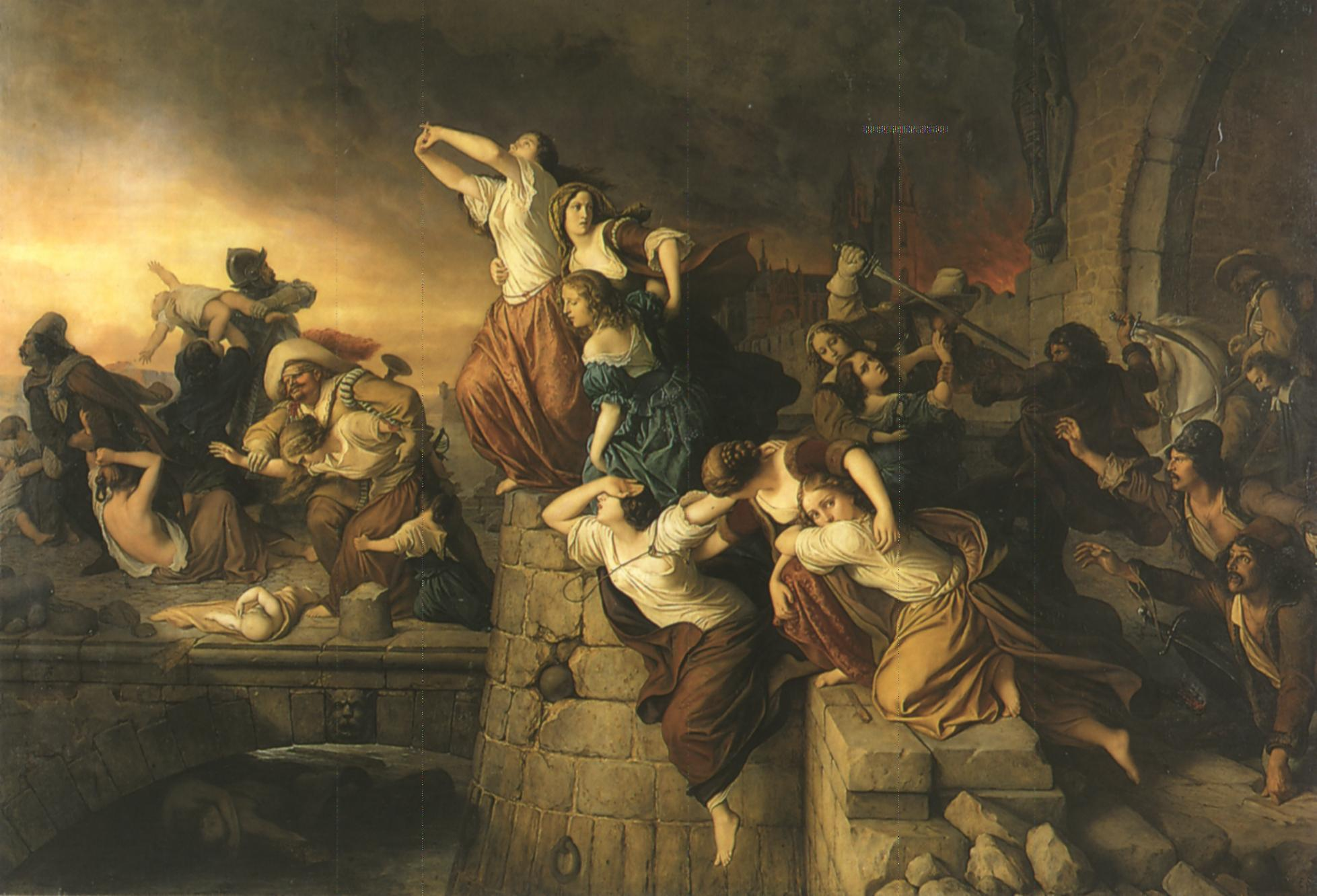
20 mai : sac de Magdebourg.

- 20 mai : sac de Magdebourg par les impériaux de Tilly et de Pappenheim. Massacre de la population. Il provoque l’intervention suédoise[13].
- 20 juin : sac de Baltimore, en Irlande, par des corsaires barbaresques[14].
- 22 juin : Gustave-Adolphe s’allie à l’électeur de Brandebourg[9].
- 18 juillet : Marie de Médicis se réfugie aux Pays-Bas espagnols[9].
- 22 juillet : Victoire des Suédois sur les Impériaux à la bataille de Werben.

- 11 septembre : Gustave-Adolphe s’allie au prince de Saxe[9].
- 12 et 13 septembre : victoire navale des Provinces-Unies sur l'Espagne à la bataille de la Slaak[15].

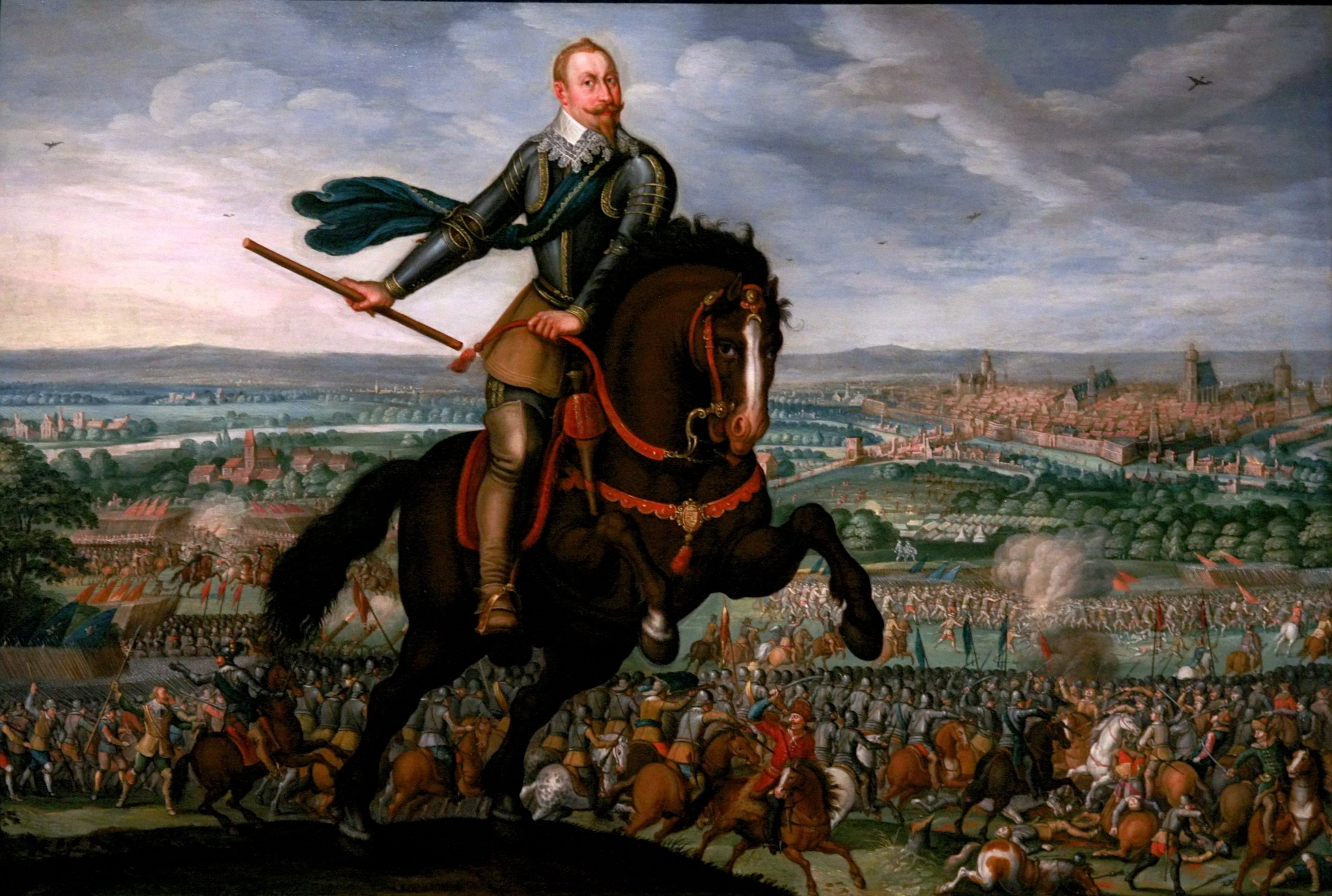
17 septembre : Gustave Adolphe à la bataille de Breitenfeld (1632, Musée historique de Strasbourg).

- 17 septembre : victoire du roi (luthérien) Gustave II Adolphe de Suède à la bataille de Breitenfeld, au nord de Leipzig, où il écrase l'armée de la Ligue catholique, commandée par les généraux Impériaux, les comtes de Tilly et de Pappenheim[9]. Il marche ensuite sur le Rhin et l’Allemagne du sud par Erfurt, Francfort-sur-le-Main et Mayence.
- 23 septembre : émeutes à Bilbao, en Biscaye, dirigées par la Junte de Guernica et le prêtre Armona, contre l’impôt sur le sel[16]. L’ordre est rétabli, mais Olivares doit renoncer à l’impôt et promettre le respect des fueros (droits) locaux[17].

- 2 octobre : Gustave Adolphe de Suède occupe Erfurt[18].
- 15 octobre : Gustave Adolphe de Suède est à Wurtzbourg[18].
- 15 novembre : les troupes saxonnes du général Arnim entrent en Bohême et prennent Prague[9]. Pappenheim opère les long de la Weser pour couper les liaisons suédoises, tandis que Tilly reconstitue son armée et couvre la Bavière.
- 27 novembre : 
  - Gustave Adolphe de Suède est à Francfort-sur-le-Main[18].
  - traité de Madrid entre le duché de Savoie et la république de Gênes[19].
- 16 décembre : éruption du Vésuve occasionnant plus de 4 000 morts[20].
- 20 décembre : rappel de Wallenstein qui lève 40 000 hommes[21].
- 23 décembre : Reddition de Mayence aux troupes de Gustave II Adolphe de Suède[22].

- Agitation en faveur de l’expulsion des nouveaux chrétiens au Portugal[23].
- Sous prétexte de lutter contre les Hollandais qui ont pris Pernambouc, le roi Philippe IV d'Espagne augmente à nouveau les impôts au Portugal[24] : les fonctionnaires sont invités à remettre la moitié de leurs émoluments, le clergé à payer une somme forfaitaire, les nobles à contribuer au prorata de leur fortune. Les impôts indirect augmentent et touchent le peuple.

## Naissances en 1631
- 20 février : Marco Contarini, procurateur de Saint-Marc, († probablement 20 mai 1689).
- 3 mars : Esaias Boursse, peintre néerlandais († 16 novembre 1672).
- 15 avril : Pierre de Bonzi, cardinal français, archevêque de Narbonne († 11 juillet 1703).
- 6 mai : Jean-Bernard Chalette, peintre français († 29 novembre 1684).
- 14 juin : François Vatel, cuisinier français[25] († 24 avril 1671).
- 15 juillet : Jens lensbaron Juel til Juellinge, diplomate, homme politique et propriétaire foncier danois († 23 mai 1700).
- 29 septembre : Johann Heinrich Roos, peintre allemand († 3 octobre 1685).
- 1er octobre : Toussaint Forbin de Janson, cardinal français, évêque de Beauvais († 24 mars 1713).
- 19 novembre : Nicolas de Plattemontagne, peintre et graveur français († 25 décembre 1706).
- 28 novembre : Abraham Brueghel, peintre néerlandais († 1690).
- 6 décembre : Antonio Zanchi, peintre baroque italien de l'école vénitienne († 12 avril 1722).
- 10 décembre : Jean-Baptiste de Champaigne, peintre décorateur français († 27 octobre 1681).
- Date précise inconnue :
- Nicolas Lebègue, musicien français († 6 juillet 1702)[26].
- Vers 1631 :
- Abraham Hondius, peintre néerlandais († 17 septembre 1691).

## Décès en 1631
- 1er janvier : Thomas Hobson, employé de poste de Cambridge, connu pour l'expression « choix de Hobson » (° 1544).
- 3 janvier :
  - Edward Conway, 1er vicomte Conway, soldat et homme d'État anglais (° 1564).
  - Michelagnolo Galilei, compositeur et luthiste italien (° 18 décembre 1575).
- 20 janvier : Jacob Matham, graveur et dessinateur des Pays-Bas espagnols puis des Provinces-Unies (° 15 octobre 1571).
- 21 janvier : Diego de Guzmán Haros, cardinal espagnol (° 1566).
- 30 janvier : Sophie-Hedwige de Brunswick-Wolfenbüttel, princesse de Brunswick-Wolfenbüttel et duchesse de Poméranie-Wolgast (° 1er décembre 1561).
- 4 février : Bartolomé Leonardo de Argensola, écrivain espagnol (° 26 août 1562).
- 4 mars : Bénédict Turrettini, théologien calviniste suisse (° 1588)[27].
- 14 mars : Virgile Cépari, prêtre jésuite italien (° 1564).
- 15 mars : Thomas Fienus, professeur de médecine de l'université de Louvain (° 1567).
- 28 mars : Juan van der Hamen, peintre baroque de l’âge d’or espagnol (° 8 avril 1596).
- 29 mars : Jorge Manuel Theotocopouli, peintre, sculpteur et architecte espagnol (° 1578)[28].
- 31 mars : John Donne, poète métaphysique et prédicateur anglais (° 22 janvier 1572).
- ? mars : Ivan Timofeïev, homme politique, écrivain, penseur philosophique et religieux russe (° 1555).
- 2 avril : Nicolò Contarini, 97e doge de Venise (° 26 septembre 1553).
- 28 avril : François Marie II della Rovere, condottiere et dernier duc d'Urbino (° 20 février 1549).
- 3 mai : Thomas d'Olera,  religieux capucin italien (° 1563).
- 25 mai : Samuel Harsnett, ecclésiastique et écrivain anglican (° juin 1561).
- 11 juin : Tristan de Villelongue, docteur en théologie, conseiller d'état, député religieux et prédicateur du roi Henri IV (° 11 juin 1562).
- 13 juin : Lorenzo Pignoria, prêtre, historien et antiquaire italien (° 12 octobre 1571).
- 17 juin : Arjumand Bânu Begam, épouse de l'empereur moghol Shah Jahan (° avril 1593).
- 19 juin : François Garasse, religieux jésuite, polémiste et poète français (° 1585).
- 21 juin : John Smith of Jamestown, aventurier anglais (° 9 janvier 1580).
- 26 juin : Justin de Nassau, premier stathouder des Provinces-Unies (° 1559).
- 11 juillet : Gilles Vinchant, seigneur de la Haye, Morval, La Motte, Offrebaix et échevin de la ville de Mons (° 1543).
- 16 juillet : Francis Hay, 9e comte d'Erroll, noble écossais (° 30 avril 1564).
- 17 juillet :Torii Naritsugu, daimyo du domaine de Yamura dans la province de Kai (° 1570).
- 19 juillet : Cesare Cremonini, philosophe aristotélicien italien (° 22 décembre 1550).
- 28 juillet : Guillén de Castro, dramaturge espagnol (° 14 novembre 1569).
- 6 août : Juan Blas de Castro, chanteur, musicien et compositeur espagnol (° 1561).
- 17 août : Gonzalo Correas, humaniste, helléniste, grammairien, lexicographe, parémiologue et orthographiste espagnol (° 1571).
- 23 août : Konstantinas Sirvydas, prêtre jésuite, linguiste, philologue et prédicateur lituanien (° vers 1579).
- 30 août : Charles III de Mayenne, noble français, duc de Mayenne et d'Aiguillon (° 1609).
- 6 septembre : Honda Tadamasa, daimyo du début de l'époque d'Edo (° 1575).
- 21 septembre : Federico Borromeo, cardinal italien (° 16 août 1564).
- ? septembre : André Guijon, homme d'église, orateur et poète français (° novembre 1548).
- 5 octobre : Simon Gedik, théologien luthérien saxon (° 31 octobre 1551).
- 7 octobre :
  - Katō Yoshiaki, daimyo de la fin de la période Sengoku au début de l'époque d'Edo (° 1563).
  - François d'Orléans-Longueville, gouverneur d’Orléans, de Blois et de Tours (° 1570).
- 14 octobre : Sophie de Mecklembourg-Güstrow, reine consort de Danemark et de Norvège (° 4 septembre 1557).
- 18 octobre : Servais de Lairuelz, chanoine prémontré (° 1560).
- 20 octobre : Michael Maestlin, astronome et mathématicien wurtembergeois (° 30 septembre 1550).
- 26 octobre : Catherine de Parthenay, humaniste française, connue pour son engagement calviniste (° 22 mars 1554).
- 31 octobre : Hoshina Masamitsu, daimyo de l'époque d'Edo qui sert le clan Tokugawa (° 1561).
- 2 novembre : Takenaka Shigekado, samouraï de la fin de l'époque Azuchi Momoyama au début de l'époque d'Edo (° 1573).
- 14 novembre : Jean Le Jau, vicaire général de la cathédrale d'Évreux (° 6 janvier 1570).
- 26 novembre : Juan de Uceda, peintre espagnol (° 1570)[29].
- 28 novembre : Edmond Richer, théologien français, défenseur du gallicanisme (° 15 septembre 1559)[30].
- 30 novembre : Pompeo Caimo, médecin et philosophe vénitien († 13 septembre 1568).
- 5 décembre : Sir Heneage Finch, homme politique anglais († 15 décembre 1580).
- 9 décembre : János Rimay, homme politique hongrois (° 1570).
- 16 décembre : Jean-Gonthier II de Schwarzbourg-Sondershausen, comme comte de Schwarzbourg-Sondershausen († 3 mai 1577).
- 18 décembre : Pietro Durazzo, 93e Doge de Gênes († 8 août 1560).
- 23 décembre : Michael Drayton, poète anglais (° 1563).

- Date précise inconnue :
  - Paul Antoine Agar de Cavaillon, écrivain de langue d'oc (° 1576).
  - Giovanni Bernardo Carlone, peintre baroque italien de l’école génoise (° 1584).
  - Ulisse Ciocchi, peintre maniériste italien (° vers 1570).
  - Ortensio Crespi, peintre italien (° 1575).
  - Samuel Eidels, talmudiste galicien (° 1555).
  - Antonio Gandino, peintre maniériste italien (° 1560).
  - Louis Garon, écrivain lyonnais († novembre 1574).
  - Antoine de Laval, humaniste français (° 24 octobre 1550).
  - François Martin, voyageur et apothicaire français (° 1er octobre 1575).
  - Juan Pérez de la Serna, septième archevêque de Mexico (° 1573).
  - Pierre de Rosteguy de Lancre, magistrat français (° 1553).
  - Tomaso Spinola, 90e Doge de Gênes (° 1557).
  - Nicholas Tufton, 1er comte de Thanet,  pair anglais (° 1578).
  - Emmanouíl Tzanfournáris, peintre grec (° 1570).
  - Melchior de la Vallée, chanoine de la collégiale Saint-Georges de Nancy (° ?).
  - Tobias Verhaecht, peintre et dessinateur flamand (° 1561).
  - Edward Maria Wingfield, militaire et homme politique anglais (° 1550).

- Vers 1631 :
- Gervasio Gatti, paintre maniériste italien (° vers 1550).

- Après 1631 :
- Juan Pérez Bocanegra, moine franciscain, imprimeur et compositeur espagnol de musique baroque (° 1598).